# Inmigración chilena en las islas Malvinas
La inmigración chilena en las islas Malvinas es un movimiento migratorio desde Chile hacia las Islas Malvinas, un territorio de ultramar administrado por el Reino Unido y reivindicado por Argentina.
Conformado por personas de nacionalidad o de ascendencia chilenas, es el principal grupo de inmigrantes provenientes de América del Sur continental y una minoría significativa en las islas, que actualmente ha influenciado parte la cultura, la comida y habla local, gozan de un alto grado de bienestar y se sienten plenamente integrados con los malvinenses o kelpers. Hacia 2012 conformaban 181 residentes, representando el 6,2% de la población isleña. En algunos casos, la cifra se supera por trabajadores temporales. Hacia 2015, se estimaba que los chilenos representaban entre el 8% y el 10% de la población de las islas.

## Características

Bandera de la Región de Magallanes y de la Antártica Chilena.

La presencia chilena en las islas se siente en la ocupaciones que realizan (de hecho, los chilenos llegan por la presencia de pleno empleo, y atraídos por el estándar económico y la calidad de vida) y en los productos chilenos vendidos en los supermercados, como conservas, vinos, congelados, productos de almacén, entre muchos otros. Existen fuertes relaciones humanas y comerciales entre las islas y Chile. Los malvinenses valoran la presencia chilena y afirman que los inmigrantes chilenos son «muy valorados y bienvenidos» por ser «muy trabajadores y gente amable».
El principal contacto entre las islas y Chile es a través de los vuelos de LAN Airlines en los Airbus 320 una vez por semana entre la base de Monte Agradable, el Aeropuerto de Punta Arenas y Santiago de Chile y una vez por mes la ciudad argentina de Río Gallegos, que son los únicos que la conectan con América. Esta comunicación aérea es una ruta bien establecida (traslada turistas y unas 24 toneladas de productos al mes) y es muy valorada y apreciada por los isleños y la comunidad chilena. Los vuelos han sido detenidos por períodos, sobre todo en 1999, cuando el Gobierno de Chile prohibió el vuelo en protesta por la acusación y el arresto de Augusto Pinochet en Londres. También había contacto por barco hasta la negativa de países latinoamericanos (en especial del Mercosur) de recibir barcos con la no reconocida bandera de las islas Malvinas en 2011. Desde entonces los vuelos adquirieron más importancia. Hacia 2011, el 21% de las exportaciones de la región de Magallanes eran con destino a Malvinas. La Cámara Marítima de Punta Arenas considera esto como el «motor de la economía» magallánica.

"Yo llegué en 2008 y en esa época había negocios enteros con productos chilenos, porque la isla se abastecía de Punta Arenas. Podías encontrar muebles de Sodimac, pero desde que se prohibió el ingreso de barco con bandera de las Falkland, todo cambió".
Chileno residente en Malvinas

"Por más de 50 años hemos comprado a Chile la madera, la leche, el queso, el yogurt, el vino, la cerveza, los congelados de pollo, cerdo y ternera, así como los productos frescos o los materiales de construcción".
Roger Spink, director de Falkland Islands Company

La población habla el español chileno y el inglés malvinense. La mayoría son católicos y residen en Puerto Argentino/Stanley (sólo unos pocos viven en el Camp). Entre los empleos realizados por los chilenos hay profesores, meseros, ingenieros, taxistas, administradores de restaurantes, tiendas y bares, hasta personas que trabajan en el gobierno local, en el turismo y en hoteles. La influencia de los chilenos en las islas también se siente en la comida local, donde en algunos bares es posible ver una selección de empanadas de horno acompañadas con pebre, pisco sour, entre otras comidas típicas chilenas, que son apreciadas por los isleños. Hay locales que poseen las banderas isleñas y chilenas.
Los inmigrantes afirman que ganan tres veces más que en Chile y acceden a un mejor nivel de vida. El dinero ganado es ahorrado o mandado a sus familiares en el continente. Se calcula que los chilenos envían a su país cerca de 26 millones de dólares al año. Todos los residentes chilenos poseen educación y servicios de salud gratis. Ellos han establecido, junto con los malvinenses, estrechas relaciones con la ciudad de Punta Arenas, tanto de forma personal como comercial. La relación también se extiende al área de la salud. La Clínica Magallanes y el Hospital Memorial Rey Eduardo VII poseen estrechos vínculos de larga data por los malvinenses que se atienden allí regularmente. El personal de la clínica puntarenense habla inglés y han ocurrido casos de médicos que realizan pasantías entre los dos recintos.
Hay inmigrantes chilenos que se naturalizaron isleños. También hay chilenos que han contraído matrimonio con malvinenses.
El exgobernador Nigel Haywood solía realizar la fiesta del 18 de septiembre, día nacional de Chile en la casa de gobierno de las islas. Haywood ha elogiado y recibido en varias ocasiones a los residentes chilenos, afirmando «que son trabajadores, que están integrados y que le gustaría que aumenten los vínculos hacia Punta Arenas». También ha dicho que desempeñan «un papel importante» en la comunidad malvinense.
La proveedora de televisión por cable y satélite local, KTV Ltd., posee en su grilla los canales TV Chile y 24 Horas. Tanto la proveedora de televisión como el canal local Falkland Islands Television, son propiedad del empresario chileno Mario Zuvic Bulic, residente de las islas.
También hay malvinenses nacidos en Chile hijos de isleños, ya que el nacimiento por razones médicas se ha realizado fuera de las islas. Hacia 2006, sólo había registrados dos nacimientos de hijos de isleños en Chile, ya que la mayoría suelen realizarse en el Reino Unido o en el territorio continental de Argentina.

## Historia
Un consulado chileno se estableció en las Malvinas en la década de 1870 y se mantuvo hasta bien entrado el siglo XX. Los primeros chilenos llegaron hacia fines de la década de 1970 desde la Región de Magallanes (principalmente desde Punta Arenas), siendo 36 residentes en el censo de 1986 y un 2,2% de la población en 2001. De hecho, tras la Guerra de las Malvinas en 1982, a los argentinos continentales se les prohibió visitar las Malvinas hasta la década de 1990, lo que llevó a muchos chilenos que se muden a las Malvinas para ocupar puestos de trabajo que estaban anteriormente en manos de aquellos.
Cabe nombrar también que existió desde 1916 el vicariato apostólico de Magallanes e Islas Malvinas con sede en Punta Arenas, que fue promovida a diócesis de Punta Arenas el 27 de enero de 1947, con las islas Malvinas continuando dentro de su jurisdicción, hasta la creación de la Prefectura apostólica de las Islas Malvinas en 1952. Durante ese tiempo hubo salesianos en las islas.
Durante la guerra de las Malvinas de 1982, hubo un inmigrante chileno que se unió a la Fuerza de Defensa de las Islas Malvinas para combatir junto a los británicos. También hubo otro chileno, dueño de una granja, que utilizó su tractor para ayudar a las tropas británicas.
Actualmente, la comunidad chilena posee 161 residentes (82 mujeres y 79 hombres), representando más de un 10% de la población civil en el censo de 2012 y cerca de un 6% (181 habitantes) incluyendo la población militar de la Base Aérea de Monte Agradable, que cuenta con unos 20 chilenos. En el mismo censo también se informó que un 6,4% tenían pasaporte chileno (un 1% más que en 2006) y un 16% de la población chilena describió su nacionalidad como "Falkland Islander", lo que demuetra que la comunidad está en crecimiento y que una parte de ella reside permanentemente en las islas (en 2012 había aumentado en un 67% el número de residentes chilenos viviendo más de seis años). La cifra real supera los 250 o 300 residentes, ya que muchos de ellos viven allí de forma temporal, durante al menos tres meses al año para la temporada de esquila. También existen residentes chilenos que poseen la ciudadanía británica y que pueden votar en las elecciones locales.
El censo de 2006 indicó que unas 157 personas decían tener ascendencia chilena, otras 10 una ascendencia malvinense-chilena, otras 9 británica-chilena, una sola ascendencia brasileño-chilena y otra más, hispano-chilena.
En las elecciones generales de 2017, Leona Vidal Roberts se convirtió en la primera inmigrante chilena en acceder a una banca en la Asamblea Legislativa de las islas.

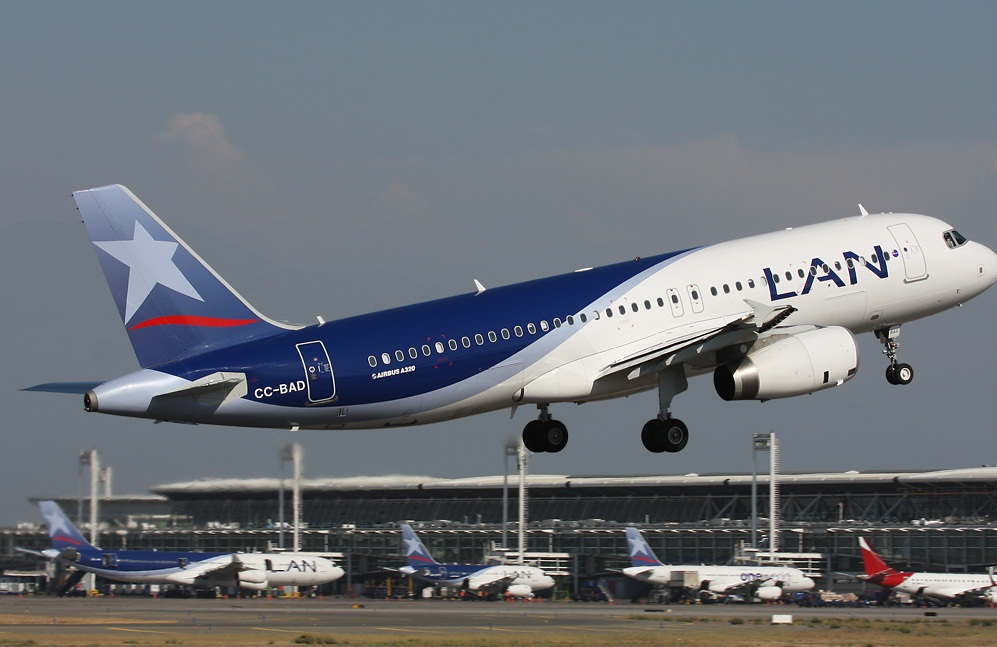
Un Airbus 320 de LAN Airlines en Santiago de Chile. Los aviones de este tipo son los que llegan una vez por semana a las islas.

### Evolución histórica
| 1980 | 28                  | 1,5 |
| 1986 | 36                  | 1,9 |
| 1991 | 43                  | 2,1 |
| 1996 | 42                  | 1,6 |
| 2001 | 55                  | 1,9 |
| 2006 | 136                 | 4,6 |
| 2012 | 161 (181 incl. MPN) | 6,2 |

## Postura en el conflicto de soberanía
Un aspecto específico de la identidad local de los isleños es la buena relación de «amistad y aprecio» que tradicionalmente mantienen con Chile y Uruguay. Parte de la comunidad chilena se siente plenamente integrada e identificada con la población isleña y afirma apoyar a la postura británica de la autodeterminación en la Cuestión de las Islas Malvinas y no a la postura Argentina.

"El sentir general de los chilenos es que están integrados y que apoyan la causa británica"
Chileno residente en Malvinas

"Nosotros vivimos aquí con ingleses, incluso mi esposa es inglesa y todos los chilenos aquí apoyamos la causa de las Falkland"
Antoine Daille (chileno residente en Malvinas)

El 21 de septiembre de 2011, la presidenta argentina Cristina Fernández de Kirchner llevó nuevamente el reclamo argentino por la soberanía sobre las Islas Malvinas al ámbito de las Naciones Unidas. Esta vez, con la amenaza de suspender los vuelos al territorio, si la situación no se modifica. La propuesta argentina era la de realizar vuelos de Aerolíneas Argentinas desde Buenos Aires tres veces por semana, pero fue rechazada por las autoridades locales.
Debido al posible bloqueo de vuelos de la empresa chilena de aerolíneas a las islas, unos 60 chilenos residentes en Malvinas se manifestaron en las Islas, donde pidieron apoyo al presidente de su país, Sebastián Piñera, para que los vuelos de LAN al archipiélago no fuesen suspendidos por pedido del gobierno argentino. Ellos manifestaron utilizando pancartas y marchando por las calles de la capital, expresando su apoyo a los isleños y al gobierno británico; además expresaron que si se cortaran los vuelos, un viaje al Reino Unido «les costaría más caro que a Punta Arenas y les llevaría más tiempo». En la manifestación también participaron brasileños, peruanos e ingleses. El hecho se convirtió en una de las pocas manifestaciones que se han realizado en la historia de las islas.
Algunos residentes chilenos han expresado su rechazo a la manifestación. Al mismo tiempo, los organizadores del evento anunciaron el envío de cartas al presidente Piñera y a Guido Girardi, presidente del Senado chileno expresando que en las islas «existe una parte de Chile».